# 希科里格羅夫鎮區 (阿肯色州牛頓縣)
希科里格羅夫鎮區（英語：Hickory Grove Township）是位於美國阿肯色州牛頓縣的一個行政鎮區。

## 地方資料
希科里格羅夫鎮區的面積為44.00平方千米，當中陸地面積為43.98平方千米，而水域面積為0.02平方千米。根據2010年美國人口普查的數據，當地共有人口129人，而人口密度為每平方千米2.93人。